# VHS (jurišna puška)
Jurišna puška VHS (višenamjenska hrvatska strojnica) je hrvatska puška koju proizvodi karlovačka tvrka HS Produkt.

## Podaci
Kalibar puške je 5,56×45 mm NATO. Puška je konstruirana prema suvremenom modelu bull-pup, što znači da su svi pokretni dijelovi smješteni u usadnik (kundak). To omogućuje da ukupna duljina puške bude manja, a cijev jednake duljine kao kod klasičnih jurišnih pušaka, ili čak duža. Na nju se mogu staviti mnogi dodatci i oprema kao što je bacač granata VHS-BG cal 40×46 mm. Puška se proizvodi u dvije inačice: kratke (VHS-K) i duge cijevi (VHS-D). Dana 2. ožujka 2012. bivši ministar obrane Ante Kotromanović potpisao je s tvrtkom HS produkt ugovor o nabavi tisuću jurišnih pušaka VHS do kraja 2012. godine čime je oružje ušlo u operativnu uporabu oružanih snaga Republike Hrvatske.

## Namjena
Nanošenje gubitaka, neutraliziranje i uništavanje žive sile protivnika, onesposobljavanje i uništavanje podcijevnim bacačem granata neprijateljske žive sile, lakoutvrđenih bunkera i zgrada, uspješno bojno djelovanje u svim vremenskim i klimatskim uvjetima, mogućnost postavljanja laserskih obilježivača, noćnih ciljnika, podcijevnih bacača granata i druge opreme sukladno NATO-vim standardima.

## Tehničke karakteristike
- kalibar 5,56x45 NATO;
- primijenjena je moderna konstrukcija bull-pup, čime je smanjena ukupna dužina oružja, a zadržana velika dužina cijevi;
- načinjena od kvalitetnog čelika i otpornih polimera;
- može se opremiti raznom dodatnom opremom kao što su bacač granata, sklopive nožice, optički ciljnik ili baterijska svjetiljka;
- proizvodi se standardna puška VHS-D s cijevi dužine 500 mm i skraćena VHS-K s cijevi dužine 410 mm;
- masa, bez spremnika, standardne inačice jest 3,5 kg, a skraćene 3,4 kg;
- masa praznog spremnika za 30 metaka jest 116 grama;
- spremnik načinjen od prozirnog polimera;
- radi na načelu posudbe plinova, a brzina paljbe je 840 metaka/minuti/.